# 레인 브래드포드
레인 브래드포드(Lane Bradford, 1922년 8월 29일 ~ 1973년 6월 7일)는 미국의 배우, 텔레비전 배우, 영화배우이다.

## 영화
- 하와이 5-0수사대 (1968년)
- 캐넌 목장 (1967년)
- 배트맨 - 66년 TV 시리즈 (1966년)
- 도망자 (1963년)
- 벤 케이시 (1961년)
- 보난자 (1959년)
- 사탄의 위성 (1958년)
- 론 레인저와 잃어버린 황금의 도시 (1958년)
- 페리 메이슨 (1957년)
- 딜론 보안관 (1955년)
- 텍사스 결사대 (1955년)
- 샤이안 (1955년)
- 디즈니랜드 (1954년)
- 용감한 린티 (1954년)
- 록키 존스, 스페이스 레인저 (1954년)
- 맨 위드 더 스틸 위프 (1954년)
- 정글 보이 봄바 10 (1954년)
- 슈퍼맨 - 54년작 2 (1954년)
- 달려라 래시 (1954년)
- 정글 보이 봄바 7 (1952년)
- 좀비 오브 더 스트래터스피어 (1952년)
- 돌아온 돈 데어데블 (1951년)
- 론 레인저 - 49년 시리즈 (1949년)